# Riz Ortolani
Riziero "Riz" Ortolani (Pésaro, 25 de marzo de 1926-Roma, 23 de enero de 2014) fue un compositor italiano de música de cine.

## Biografía
A inicios de los años 50, Ortolani fue fundador y miembro de un grupo de jazz de fama nacional en su país. La primera partitura cinematográfica que escribió fue para el filme documental de Paolo Cavara y Gualtiero Jacopetti titulado Mondo Cane, cuyo tema principal, More, le granjeó un Grammy, y también fue nominado para un Óscar como La mejor canción. Otra pieza mundialmente famosa, fue el tema principal de la película O' Cangaceiro (1970).
Ortolani participó en la banda sonora de más de 200 películas, como Old Shatterhand (1964), y gran cantidad de filmes italianos de los géneros "giallo", "spaghetti western" y "mondo".
Otros filmes en los que trabajó, incluyen Il sorpasso (1962), Los días de la ira (1967), Requiescant (1967), La Flecha Negra (1968) (sintonías de la memorable serie televisiva en España, de 1974), La batalla de Anzio (1968), Io ho paura (1977), Danza macabra (1964), Africa addio (1966), Addio Zio Tom (1971), Una historia perversa (1969), Sette orchidee macchiate di rosso (1972), Scandalo (1976), La chica del pijama amarillo (1977), Crónica del alba: Valentina (1982) y la controvertida Holocausto caníbal (1980).  
La música de Riz Ortolani también formó parte de Kill Bill: Volumen 1 (2003) y Kill Bill: Volumen 2 (2004), Los días de la ira (1967), Django Unchained (2012) y de la serie de comedia latinoamericana El Chapulín Colorado (1972).

## Filmografía (selección)
| - Mondo Cane (1962) - Il sorpasso (1962) - El sabor de la venganza (1963) - Antes llega la muerte (1964) - Old Shatterhand (1964) - The Glory Guys (1965) - El diablo también llora (1965) - Cifrado especial (1966) - Africa addio (1966) - El día de la ira (1967) - Siete veces mujer (1967) - ¿Quién grita venganza? (1968) - Buona Sera, Mrs. Campbell (1968) - Más allá de la ley (1968) - Confesiones de un comisario de policía al procurador de la república (1971) - Non si sevizia un Paperino (1972) - Una razón para vivir y una para morir (1972) - Hermano Sol, hermana Luna (1972) - Los secretos de la Cosa Nostra (1972) | - Las amazonas (1973) - Perché si uccide un magistrato (1974) - Para amar a Ofelia (1974) - Hombres salvajes, bestias salvajes (1975) - Scandalo (1977) - La chica del atardecer (1978) - Días de amor y venganza (1979) - Holocausto caníbal (1980) - La casa sperduta nel parco (1980) - Dulce piel de mujer (1981) - Mafalda (1981) - Crónica del alba. Valentina (1982) - 1919: Crónica del alba 2ª parte (1983) - Paprika (1991) - El hombre que mira (1994) - Fermo posta Tinto Brass (1995) - La cena per farli conoscere (2007) - El padre de Giovanna (2008) - Una sconfinata giovinezza (2010) |

## Premios y distinciones
Premios Óscar
| Año  | Categoría              | Canción                       | Película         | Resultado |
| ---- | ---------------------- | ----------------------------- | ---------------- | --------- |
| 1964 | Mejor canción original | «More»                        | Este perro mundo | Nominado  |
| 1970 | Mejor canción original | «Till Love Touches Your Life» | Madron           | Nominado  |